# オンエアできない!
『オンエアできない！』は、真船佳奈による漫画作品。真船が仕事の合間にノートに描いた漫画がプロデューサーの佐久間宣行によってSNSで拡散され、2017年10月に書籍化。「新人作家としては異例の発売即重版」となり、本作が話題になったことにより続編の『オンエアできない！Deep』が朝日新聞出版のWebサイト「ソノラマプラス」にて、2019年1月8日から連載された。単行本はソノラマ+コミックスレーベル（朝日新聞出版）にて刊行された。
BSテレビ東京（BSテレ東）に在籍する真船が、テレビ東京の制作局員時代、ADとして働いた経験を赤裸々に綴ったエッセイ漫画として描かれる。また、2022年1月から3月までテレビ東京、BSテレ東ほかにてテレビアニメが放送された。

## あらすじ
2014年、東京の片隅に位置するテレビ局「東京はじっこテレビジョン」に新人ADとして入社したまふねこ。豪華な世界に胸を躍らせ制作局に配属された仕事内容は、「どんぐりを300個拾う」「カメラに映り込んだ〇〇にモザイクをかけ続ける」といった、地味かつ謎の多い連続の業務だった。毒舌敏腕ディレクター、中華鍋に排泄する海外ロケディレクター等がいるなど、世の中の常識とは少し違ったものの、すごいギョーカイ人に囲まれ、一人前のテレビマンを目指そうと仕事に邁進していく。テレビの裏側で苦闘していくポンコツなまふねこの奮闘記が始まってしまったばかりだった。

## 登場人物
まふねこ
声 - 大地葉
本作の主人公である、東京はじっこテレビジョンの新人AD。
鬼河原ディレクター
声 - 間宮康弘
怖いテレビマンと見られているディレクターの一人。
よりちゃん
声 - 杉山里穂
横山チーフAD
声 - 広瀬裕也
音楽番組司会
声 - 山里亮太
南海キャンディーズのメンバー。
ゆかるん
声 - 水湊いづき
音楽番組に出演したアイドル。

## 書誌情報
- 真船佳奈『オンエアできない！』朝日新聞出版〈ソノラマ+コミックス〉、既刊2巻（2020年3月19日現在）
  1. 『オンエアできない！ 女ADまふねこ（23）、テレビ番組作ってます』、2017年10月20日発売[8]、ISBN 978-4-02214-237-5
  2. 『オンエアできない！Deep』、2020年3月19日発売[9]、ISBN 978-4-02214-293-1

『オンエアできない！ 女ADまふねこ（23）、テレビ番組作ってます』が発売の際には南海キャンディーズの山里亮太が、『オンエアできない！Deep』の時には麒麟の川島明が推薦コメントを寄せている。

## テレビアニメ
2022年1月から3月までテレビ東京、BSテレ東ほかにて放送された。ナレーションは麒麟の川島明。

### スタッフ
- 原作 - 真船佳奈『オンエアできない！』『オンエアできない！Deep』（朝日新聞出版）[6]
- 監督・シリーズ構成・脚本・絵コンテ・作画監督 - 青木純[6]
- キャラクターデザイン - 青木純、劉洋[6]
- 美術 - 方琦星[6]
- 色彩設計 - 吉兆祺[6]
- 音響効果 - 稲田祐介[6]
- 音楽 - 山田淳平[6]
- 音楽制作 - ワーロック[6]
- 音楽協力 - テレビ東京ミュージック[6]
- プロデューサー - 山内未來
- アニメーションプロデューサー - 名嘉真彩
- アニメーション制作 - 神南スタジオ[6]、スペ―スネコカンパニー[6]
- 製作 - オンエアできない！製作委員会[5]

### 主題歌
「Work out!」
水湊いづきによるエンディング主題歌。作詞・作曲・編曲は蝶々P。
「オンエアできない！」
水湊いづきによる7話以降のエンディング主題歌。作詞は江幡育子、作曲・編曲は磯江俊道。

### 各話リスト
| 話数 | サブタイトル                               | 初放送日       |
| ---- | ------------------------------------------ | -------------- |
| #1   | ADはつらいよ                               | 2022年 1月10日 |
| #2   | 制作局だョ！全員集合                       | 1月17日        |
| #3   | 逃げるはTVの役に立つ                       | 1月24日        |
| #4   | 渋谷の中心で、愛を叫ぶ                     | 1月31日        |
| #5   | 着ルナンデス！                             | 2月7日         |
| #6   | 勇者マフネコとインサートの島               | 2月14日        |
| #7   | 靄をかける少女                             | 2月21日        |
| #8   | Youは何しに合コンへ？                      | 2月28日        |
| #9   | 神の舌                                     | 3月7日         |
| #10  | ハイパーハードボイルドディレクターリポート | 3月14日        |
| #11  | はじめてのDかい！（前編）                  | 3月21日        |
| #12  | はじめてのDかい！（後編）                  | 3月28日        |

### 放送局
| 放送期間                | 放送時間                     | 放送局     | 対象地域   | 備考                                 |
| ----------------------- | ---------------------------- | ---------- | ---------- | ------------------------------------ |
| 2022年1月10日 - 3月28日 | 月曜 1:05 - 1:10（日曜深夜） | BSテレ東   | 日本全域   | 製作参加 / BS/BS4K放送               |
| 2022年1月11日 - 3月29日 | 火曜 2:30 - 2:35（月曜深夜） | テレビ東京 | 関東広域圏 | 製作参加                             |
| 2022年1月13日 - 3月31日 | 木曜 22:16 - 22:22           | AT-X       | 日本全域   | 製作参加 / CS放送 / リピート放送あり |

| 配信開始日    | 配信時間                   | 配信サイト |
| ------------- | -------------------------- | --- |
| 2022年1月10日 | 月曜 1:10（日曜深夜） 更新 | Paravi dTV アニメタイムズ |
| 2022年1月13日 | 木曜 0:00（水曜深夜） 更新 | アニメ放題 U-NEXT dアニメストア バンダイチャンネル TELASA J:COMオンデマンド auスマートパスプレミアム FOD ABEMA Hulu アニメカ バンダイチャンネル J:COMオンデマンド ひかりTV TSUTAYA TV Rakuten TV ニコニコチャンネル Amazonプライムビデオ ビデオマーケット music.jp DMM.com GYAO!ストア GYAO! Tver ネットもテレ東 |